# احمد جمیل
احمد جمیل (ترکی آذربایجانی: Əhməd Səttar oğlu Cəmilzadə; ۲۰ اکتبر ۱۹۱۳ – ۲۴ سپتامبر ۱۹۷۷) شاعر آذربایجانی، عضو اتحادیه نویسندگان آذربایجان (۱۹۳۹) و دریافت کننده جایزه دولتی آذربایجان شوروی (۱۹۸۰) بود.

## زندگی‌نامه
احمد جمیل در ۲۰ اکتبر سال ۱۹۱۳ در شهر ایروان فرمانداری ایروان متولد شد. همگامی که هنوز دانش آموز پایه هفتم متوسطه بود، اولین شعرش به اسم «قفقاز زیبا» در سال ۱۹۲۸ در مجله «گنجه طلا» به انتشار رسید. وی در شعبه «انجمن نویسندگان پرولتری آذربایجان» در شهر گنجه فعالانه شرکت می‌کرد. اشعار وی هر از چند گاهی در روزنامه‌ها و مجلاتی نظیر «گنجه طلا»، «فقزای داغستان»، «بلشویک جوان»، «حمله» و «انقلاب و فرهنگ» منتشر می‌شد. سپس به ادامه تحصیل در دانشکده ادبیات دانشگاه تربیت مدرس آذربایجان (۱۹۳۰–۱۹۳۳) پرداخت.
احمد جمیل در میان سال‌های ۱۹۳۳–۱۹۳۶ و ۱۹۳۶–۱۹۴۰ به ترتیب در روستای زگم شهرستان شمکور و شهر گنجه به شغل آموزگاری مشغول بود. از ماه سپتامبر سال ۱۹۴۰، در کنار اینکه به عنوان مشاور در بخش شعر اتحادیه نویسندگان آذربایجان شوروی فعالیت داشت، همچنین به منزله کارمند ادبی و دبیر مسئول «روزنامه ادبیات» اشتغال یافت. سپس به عنوان دبیر مسئول اتحادیه یاد شده انتخاب شد و بین سال‌های ۱۹۴۰ تا ۱۹۴۲ مسئولیت این سمت را به عهده داشت.
در جریان جنگ جهانی دوم، احمد جمیل در دفاتر تحریریه روزنامه‌هایی مثل «ضربه نبرد»، «حمله» و «به سمت جلو برای وطن» که اخبار مربوط به خط مقدم جهبه‌های قفقاز شمالی و شبه‌جزیره کریمه را پوشش می‌دادند، کار می‌کرد. در سال‌های متعاقب دبیر اجرایی هیئت بعداً دبیر اجرایی هیئت مدیره اتحادیه نویسندگان (۱۹۴۴–۱۹۴۷) و عضو هیئت مدیره انتخاب شد. وی به مدت طولانی عضو هیئت تحریریه جریده «روزنامه ادبیات»، و مجلات «آذربایجان» و «اولدوز» (ستاره) بود.
علاوه بر این، احمد جمیل برای مدت‌ها به عنوان ویراستار در انتشارات «آذرنشر» (۱۹۵۳–۱۹۵۵)، مشاور در وزارت فرهنگ آذربایجان (۱۹۵۶–۱۹۵۹)، سردبیر در مجله «آذربایجان» (۱۹۵۹–۱۹۶۰)، سردبیر در آذرنشر (۱۹۶۲–۱۹۶۳)، ویرایشگر در انتشارات «گنجلیک» (۱۹۶۴–۱۹۶۷)، سردبیر در مجله «اولدوز» (۱۹۷۳–۱۹۷۷) فعالیت کرد.
در پاس خدمات خود، احمد جمیل دو بار نشان پرچم سرخ کار و عنوان‌های افتخار توسط هیئت رئیسیه شورای عالی جمهوری سوسیالیستی آذربایجان شوروی اخذ کرده بود.
احمد جمیل در روز ۲۴ سپتامبر سال ۱۹۷۷ در شهر باکو درگذشت.